# Refleksion (fysik)
 For alternative betydninger, se Refleksion. (Se også artikler, som begynder med Refleksion)
 Der er for få eller ingen kildehenvisninger i denne artikel, hvilket er et problem. Du kan hjælpe ved at angive troværdige kilder til de påstande, som fremføres i artiklen.

Man siger at noget reflekteres når det bliver kastet tilbage. Både bølger (fx lys) og partikler (fx billardkugler) kan reflekteres.

## Refleksionsloven
Når lyset bliver reflekteret fra en glat overflade eller spejlflade, viser det sig, at den indkommende og den reflekterende lysstråle altid ligger symmetrisk omkring en linje (indfaldsloddet) vinkelret på spejlfladen.
Refleksionsloven siger at i er lig u, hvilket kan ses på illustration til højre. I denne sammenhæng er i indfaldsvinklen og u er udfaldsvinklen. Dette vil sige at i = u.

## Totalrefleksion
Når lys passerer fra et materiale til et andet materiale, vil noget af dette lys brydes (se Refraktion) og noget reflekteres. I det tilfælde at lys passerer fra vand til luft, vil brydningsvinklen være større end indfaldsvinklen. I sådan et tilfælde kan det ske at en bestemt indfaldsvinkel kan resultere i en brydningsvinkel på 90°. Denne indfaldsvinkel ic kaldes den kritiske vinkel. Hvis indfaldsvinklen er større end den kritiske vinkel, vil alt lyset blive reflekteret tilbage i vandet, dette kaldes totalrefleksion.
Totalrefleksion kan forekomme, når lys kommer fra et stof med stort brydningsindeks til et stof med lille brydningsindeks. Den kritiske vinkel kan beregnes ved at bruge brydningsloven, hvis brydningsvinklen sættes til 90°, således: {\displaystyle {\frac {\sin i_{c}}{\sin 90^{\circ }}}={\frac {n_{2}}{n_{1}}}}
Totalreﬂeksion bliver for eksempel udnyttet i lysledere
En lysleder er en tynd ﬁber som består af tre lag, hvoraf de 2 inderste er de interessante. Det inderste lag består af en glaskerne med et meget stort brydningsindeks, som kaldes den lysledende kerne. Uden om denne ligger der endnu et lag af glas, med et mindre brydningsindeks, og til sidst et lag af plastik. Hvis der sendes en lysstråle ind i denne kerne, vil der forekomme totalreﬂeksion.
Lysledere anvendes blandt andet til medicinske undersøgelser og til tele- og datakommunikation.

## Brewster-vinklen
Ved Brewster-vinklen er alt det reflekterede lys fra en overflade s-polariseret.